# Terhi Mertanen
Terhi Mertanen, född den 4 april 1981 i Joensuu i Finland, är en finländsk ishockeyspelare.
Hon tog OS-brons i damernas ishockeyturnering i samband med de olympiska ishockeytävlingarna 2010 i Vancouver.